# Collegio di Sheffield Hallam
Sheffield Hallam è un collegio elettorale inglese della Camera dei comuni del Parlamento del Regno Unito, situato nel West Yorkshire, nella regione dello Yorkshire e Humber. Elegge un membro del Parlamento con il sistema maggioritario a turno unico. Il rappresentante del collegio dal 2019 è Olivia Blake, appartenente al Partito Laburista.
Dal 2005 al 2017 il collegio fu rappresentato da Nick Clegg, leader dei Liberal Democratici e Vice Primo Ministro nel governo di David Cameron dal 2010 al 2015.

## Profilo
Il collegio ha eletto un deputato laburista per la prima volta alle elezioni del 1885, e ad eccezione di un breve periodo tra il 1916 ed il 1918, il collegio è stato detenuto da conservatori dal 1885 al 1997, quando è stato ottenuto dai Liberal Democratici. Questo lungo periodo di dominanza conservatrice ha incluso tutte e tre le elezioni sotto Margaret Thatcher, in contrasto a quanto è accaduto in molti altri collegi della contea e del Derbyshire.
In una ricerca del 2013 di The Campaign to End Child Poverty, Sheffield Hallam è stato dichiarato il collegio con il più passo livello di povertà infantile del Regno Unito, con meno del 5%.
Sulla base delle statistiche sui redditi del 2004, Sheffield Hallam è il collegio più ricco subito dopo la top ten dei 650 collegi, che si trovano quasi tutti nel Sud Est (inclusa Grande Londra), con quasi il 12% dei residenti che guadagnano più di 60.000 sterline all'anno. Questa misurazione ha posizionato Sheffield Hallam sopra Windsor e Twickenham.
Su una statistica del 2011—2012 e sulle statistiche sulle tasse del HM Revenue and Customs, Sheffield Hallam ha il 70° reddito medio più alto dei 650 collegi parlamentari, e tutti gli altri posizionati sopra si trovano quasi esclusivamente a Londra e nel Sud Est; si posiziona sopra Tunbridge Wells (76°), The Cotswolds (92°), Cambridge (97°), Hemel Hempstead (103°), e anche sopra l'ex collegio di David Cameron, Witney (121°).
Il censimento del 2001 ha mostrato che Sheffield Hallam ha il numero più alto di persone classificate come professioniste di tutti gli altri collegi del Regno. Inoltre, il 60% dei lavoratori detiene una laurea, e ciò lo rende il 7° collegio del Regno Unito, anche sopra Cambridge.
Fino alle elezioni generali nel Regno Unito del 1997 il collegio era un seggio sicuro per i conservatori; dal 2005 al 2017 è stato rappresentato alla Camera dei comuni da Nick Clegg, leader dei Liberal Democratici dal 2007 al 2015 e Vice Primo ministro del Regno Unito dal 2015 al 2017.

## Estensione
- 1885-1918: i ward del Municipal Borough di Sheffield di Nether and Upper Hallam e parti dei ward di Ecclesall e St George's.
- 1918-1950: i ward del County Borough di Sheffield di Crookesmoor and Hallam e parte di Broomhill ward.
- 1950-1955: i ward del County Borough di Sheffield di Broomhill, Ecclesall e Hallam.
- 1955-1974: i ward del County Borough di Sheffield di Broomhill, Crookesmoor, Ecclesall e Hallam.
- 1974-1983: i ward del County Borough di Sheffield di Broomhill, Dore, Ecclesall, Hallam e Nether Edge.
- 1983-1997: i ward del County Borough di Sheffield di Broomhill, Dore, Ecclesall, Hallam e Nether Edge.
- 1997-2010: i ward del County Borough di Sheffield di Broomhill, Dore, Ecclesall e Hallam.
- dal 2010: i ward della Città di Sheffield di Crookes and Crosspool, Dore and Totley, Ecclesall, Fulwood e Stannington.[6]

Sheffield Hallam confina con High Peak, North East Derbyshire, Penistone and Stocksbridge, Sheffield Central, Sheffield Heeley e Sheffield Brightside and Hillsborough.

## Storia
Prima della sua creazione, Sheffield Hallam faceva parte del collegio di Sheffield, che era rappresentata da due deputati. Nel 1885 il Redistribution of Seats Act 1885 cercò di eliminare i collegi con più di un deputato e per la prima volta permise una rappresentazione eguale della popolazione, pertanto scorporò Sheffield in cinque collegi, ognuno rappresentato da un deputato. Hallam era una di queste divisioni e il suo primo deputato, Charles Stuart-Wortley era stato in precedenza un deputato di Sheffield, eletto per la prima volta nel 1880.
Hallam fu considerata nel 2004 il collegio più ricco del nord dell'Inghilterra.

## Membri del Parlamento
| Elezione | Elezione            | Deputato                      | Partito             |
| -------- | ------------------- | ----------------------------- | ------------------- |
|          | 1885                | Charles Beilby Stuart-Wortley | Conservatore        |
|          | 1916 (S)            | Herbert Fisher                | Liberale            |
|          | 1918                | Douglas Vickers               | Conservatore        |
| 1922     | Frederick Sykes     |                               | Conservatore        |
| 1928 (S) | Louis William Smith |                               | Conservatore        |
| 1939 (S) | Roland Jennings     |                               | Conservatore        |
| 1959     | John Osborn         |                               | Conservatore        |
| 1987     | Irvine Patnick      |                               | Conservatore        |
|          | 1997                | Richard Allan                 | Liberal Democratici |
| 2005     | Nick Clegg          |                               | Liberal Democratici |
|          | 2017                | Jared O'Mara                  | Laburista           |
|          | 2017                | Jared O'Mara                  | Indipendente        |
|          | 2018                | Jared O'Mara                  | Laburista           |
|          | 2018                | Jared O'Mara                  | Indipendente        |
|          | 2019                | Olivia Blake                  | Laburista           |

## Risultati elettorali

### Elezioni negli anni 2020
| Partito                    | Partito                                | Candidato                  | Risultati 4 luglio 2024 | Risultati 4 luglio 2024 |
| Partito                    | Partito                                | Candidato                  | Voti                    | %                       |
| -------------------------- | -------------------------------------- | -------------------------- | ----------------------- | ----------------------- |
|                            | Laburista                              | Olivia Blake               | 23 875                  | 46,27                   |
|                            | Lib Dem                                | Shaffaq Mohammed           | 15 686                  | 30,40                   |
|                            | Conservatore                           | Isaac Howarth              | 6 205                   | 12,02                   |
|                            | Verdi                                  | Jason Leman                | 4 491                   | 8,70                    |
|                            | Social Democratico                     | Andrew Cowell              | 654                     | 1,27                    |
|                            | Rejoin EU                              | Sam Chapman                | 409                     | 0,79                    |
|                            | Workers                                | Mo Moui-Tabrizy            | 281                     | 0,54                    |
|                            |                                        |                            |                         |                         |
| Iscritti                   | Iscritti                               | Iscritti                   | 73 033                  | 100,00                  |
| ↳ Votanti (% su iscritti)  | ↳ Votanti (% su iscritti)              | ↳ Votanti (% su iscritti)  | 51 601                  | 70,65                   |
| ↳ Astenuti (% su iscritti) | ↳ Astenuti (% su iscritti)             | ↳ Astenuti (% su iscritti) | 21 432                  | 29,35                   |
|                            |                                        |                            |                         |                         |
|                            | Esito: collegio confermato a Laburista |                            |                         |                         |

### Elezioni negli anni 2010
| Partito                    | Partito                                | Candidato                  | Risultati 12 dicembre 2019 | Risultati 12 dicembre 2019 |
| Partito                    | Partito                                | Candidato                  | Voti                       | %                          |
| -------------------------- | -------------------------------------- | -------------------------- | -------------------------- | -------------------------- |
|                            | Laburista                              | Olivia Blake               | 19 709                     | 34,65                      |
|                            | Lib Dem                                | Laura Gordon               | 18 997                     | 33,40                      |
|                            | Conservatore                           | Ian Walker                 | 14 696                     | 25,83                      |
|                            | Verdi                                  | Natalie Thomas             | 1 630                      | 2,87                       |
|                            | Brexit                                 | Terence McHale             | 1 562                      | 2,75                       |
|                            | UKIP                                   | Michael Virgo              | 168                        | 0,30                       |
|                            | Indipendente                           | Liz Aspden                 | 123                        | 0,22                       |
|                            |                                        |                            |                            |                            |
| Iscritti                   | Iscritti                               | Iscritti                   | 72 763                     | 100,00                     |
| ↳ Votanti (% su iscritti)  | ↳ Votanti (% su iscritti)              | ↳ Votanti (% su iscritti)  | 56 885                     | 78,18                      |
| ↳ Astenuti (% su iscritti) | ↳ Astenuti (% su iscritti)             | ↳ Astenuti (% su iscritti) | 15 878                     | 21,82                      |
|                            |                                        |                            |                            |                            |
|                            | Esito: collegio confermato a Laburista |                            |                            |                            |

| Partito                    | Partito                                      | Candidato                  | Risultati 8 giugno 2017 | Risultati 8 giugno 2017 |
| Partito                    | Partito                                      | Candidato                  | Voti                    | %                       |
| -------------------------- | -------------------------------------------- | -------------------------- | ----------------------- | ----------------------- |
|                            | Laburista                                    | Jared O'Mara               | 21 881                  | 38,37                   |
|                            | Lib Dem                                      | Nick Clegg                 | 19 756                  | 34,65                   |
|                            | Conservatore                                 | Ian Walker                 | 13 561                  | 23,78                   |
|                            | UKIP                                         | John Thurley               | 929                     | 1,63                    |
|                            | Verdi                                        | Logan Robin                | 823                     | 1,44                    |
|                            | Social Democratico                           | Steven Winstone            | 70                      | 0,12                    |
|                            |                                              |                            |                         |                         |
| Iscritti                   | Iscritti                                     | Iscritti                   | 73 290                  | 100,00                  |
| ↳ Votanti (% su iscritti)  | ↳ Votanti (% su iscritti)                    | ↳ Votanti (% su iscritti)  | 57 020                  | 77,80                   |
| ↳ Astenuti (% su iscritti) | ↳ Astenuti (% su iscritti)                   | ↳ Astenuti (% su iscritti) | 16 270                  | 22,20                   |
|                            |                                              |                            |                         |                         |
|                            | Esito: collegio passa da Lib Dem a Laburista |                            |                         |                         |

| Partito                    | Partito                              | Candidato                  | Risultati 7 maggio 2015 | Risultati 7 maggio 2015 |
| Partito                    | Partito                              | Candidato                  | Voti                    | %                       |
| -------------------------- | ------------------------------------ | -------------------------- | ----------------------- | ----------------------- |
|                            | Lib Dem                              | Nick Clegg                 | 22 215                  | 40,04                   |
|                            | Laburista                            | Oliver Coppard             | 19 862                  | 35,80                   |
|                            | Conservatore                         | Ian Walker                 | 7 544                   | 13,60                   |
|                            | UKIP                                 | Joe Jenkins                | 3 575                   | 6,44                    |
|                            | Verdi                                | Peter Garbutt              | 1 772                   | 3,19                    |
|                            | Indipendente                         | Carlton Reeve              | 249                     | 0,45                    |
|                            | Democratici                          | Steve Clegg                | 167                     | 0,30                    |
|                            | Indipendente                         | Jim Stop the Fiasco Wild   | 97                      | 0,17                    |
|                            |                                      |                            |                         |                         |
| Iscritti                   | Iscritti                             | Iscritti                   | 73 679                  | 100,00                  |
| ↳ Votanti (% su iscritti)  | ↳ Votanti (% su iscritti)            | ↳ Votanti (% su iscritti)  | 55 481                  | 75,30                   |
| ↳ Astenuti (% su iscritti) | ↳ Astenuti (% su iscritti)           | ↳ Astenuti (% su iscritti) | 18 198                  | 24,70                   |
|                            |                                      |                            |                         |                         |
|                            | Esito: collegio confermato a Lib Dem |                            |                         |                         |

| Partito                    | Partito                              | Candidato                  | Risultati 6 maggio 2010 | Risultati 6 maggio 2010 |
| Partito                    | Partito                              | Candidato                  | Voti                    | %                       |
| -------------------------- | ------------------------------------ | -------------------------- | ----------------------- | ----------------------- |
|                            | Lib Dem                              | Nick Clegg                 | 27 324                  | 53,44                   |
|                            | Conservatore                         | Nicola Bates               | 12 040                  | 23,55                   |
|                            | Laburista                            | Jack Scott                 | 8 228                   | 16,09                   |
|                            | UKIP                                 | Nigel James                | 1 195                   | 2,34                    |
|                            | Verdi                                | Steve Barnard              | 919                     | 1,80                    |
|                            | Democratici                          | David Wildgoose            | 586                     | 1,15                    |
|                            | Indipendente                         | Martin Fitzpatrick         | 429                     | 0,84                    |
|                            | Cristiano                            | Ray Green                  | 250                     | 0,49                    |
|                            | Monster Raving Loony                 | Mark Adshead               | 164                     | 0,32                    |
|                            |                                      |                            |                         |                         |
| Iscritti                   | Iscritti                             | Iscritti                   | 69 382                  | 100,00                  |
| ↳ Votanti (% su iscritti)  | ↳ Votanti (% su iscritti)            | ↳ Votanti (% su iscritti)  | 51 135                  | 73,70                   |
| ↳ Astenuti (% su iscritti) | ↳ Astenuti (% su iscritti)           | ↳ Astenuti (% su iscritti) | 18 247                  | 26,30                   |
|                            |                                      |                            |                         |                         |
|                            | Esito: collegio confermato a Lib Dem |                            |                         |                         |

### Elezioni negli anni 2000
| Partito                    | Partito                              | Candidato                  | Risultati 5 maggio 2005 | Risultati 5 maggio 2005 |
| Partito                    | Partito                              | Candidato                  | Voti                    | %                       |
| -------------------------- | ------------------------------------ | -------------------------- | ----------------------- | ----------------------- |
|                            | Lib Dem                              | Nick Clegg                 | 20 710                  | 51,23                   |
|                            | Conservatore                         | Spencer Pitfield           | 12 028                  | 29,75                   |
|                            | Laburista                            | Mahroof Hussain            | 5 110                   | 12,64                   |
|                            | Verdi                                | Rob Cole                   | 1 331                   | 3,29                    |
|                            | Popoli Cristiani                     | Sidney Cordle              | 441                     | 1,09                    |
|                            | UKIP                                 | Nigel James                | 438                     | 1,08                    |
|                            | BNP                                  | Ian Senior                 | 369                     | 0,91                    |
|                            |                                      |                            |                         |                         |
| Iscritti                   | Iscritti                             | Iscritti                   | 65 155                  | 100,00                  |
| ↳ Votanti (% su iscritti)  | ↳ Votanti (% su iscritti)            | ↳ Votanti (% su iscritti)  | 40 527                  | 62,20                   |
| ↳ Astenuti (% su iscritti) | ↳ Astenuti (% su iscritti)           | ↳ Astenuti (% su iscritti) | 24 628                  | 37,80                   |
|                            |                                      |                            |                         |                         |
|                            | Esito: collegio confermato a Lib Dem |                            |                         |                         |

| Partito                    | Partito                              | Candidato                  | Risultati 7 giugno 2001 | Risultati 7 giugno 2001 |
| Partito                    | Partito                              | Candidato                  | Voti                    | %                       |
| -------------------------- | ------------------------------------ | -------------------------- | ----------------------- | ----------------------- |
|                            | Lib Dem                              | Richard Allan              | 21 203                  | 55,44                   |
|                            | Conservatore                         | John Harthman              | 11 856                  | 31,00                   |
|                            | Laburista                            | Gillian Furniss            | 4 758                   | 12,44                   |
|                            | UKIP                                 | Leslie Arnott              | 429                     | 1,12                    |
|                            |                                      |                            |                         |                         |
| Iscritti                   | Iscritti                             | Iscritti                   | 59 021                  | 100,00                  |
| ↳ Votanti (% su iscritti)  | ↳ Votanti (% su iscritti)            | ↳ Votanti (% su iscritti)  | 38 246                  | 64,80                   |
| ↳ Astenuti (% su iscritti) | ↳ Astenuti (% su iscritti)           | ↳ Astenuti (% su iscritti) | 20 775                  | 35,20                   |
|                            |                                      |                            |                         |                         |
|                            | Esito: collegio confermato a Lib Dem |                            |                         |                         |

## Risultati dei referendum

### Referendum sulla permanenza del Regno Unito nell'Unione europea del 2016
|             | Collegio         | Lasciare UE % | Rimanere in UE % |
| ----------- | ---------------- | ------------- | ---------------- |
|             | Sheffield Hallam | 35,9%         | 64,1%            |
|             | Inghilterra      | 53,3%         | 46,7%            |
| Regno Unito | 51,9%            | 48,1%         |                  |